# Elina Giallurachis
Elina Giallurachis (* 29. Mai 2001 in Marseille) ist eine französische Leichtathletin, die sich auf den Stabhochsprung spezialisiert hat.

## Sportliche Laufbahn
Erste internationale Erfahrungen sammelte Elina Giallurachis im Jahr 2018, als sie bei den U18-Europameisterschaften in Győr mit übersprungenen 3,80 m den zehnten Platz belegte. Im Jahr darauf erreichte sie bei den U20-Europameisterschaften in Borås das Finale, scheiterte dort aber dreimal an der Anfangshöhe. 2021 gelangte sie dann bei den U23-Europameisterschaften in Tallinn mit 4,25 m auf den siebten Platz.
2021 wurde Giallurachis französische Hallenmeisterin im Stabhochsprung.

## Persönliche Bestweiten
- Stabhochsprung: 4,42 m, 12. Juni 2021 in Moulins
  - Stabhochsprung (Halle): 4,41 m, 21. Februar 2021 in Miramas